# Градец (община Крива паланка)
Вижте пояснителната страница за други значения на Градец.
Градец (на македонска литературна норма: Градец) е село в Северна Македония, в община Крива паланка.

## География
Селото е разположено в областта Славище в югоизточното подножие на планината Герман, северозападно от общинския център Крива паланка.

## История
Името на селото идва от античната крепост Стар град, чиито останки са в землището на селото.
В края на XIX век Градец е голямо българско село в Кривопаланска каза на Османската империя. Църквата „Свети Никола“ е построена през 1857 година. Според статистиката на Васил Кънчов („Македония. Етнография и статистика“) от 1900 г. Градец е населявано от 1290 жители българи християни и 40 цигани.
Цялото християнско население на селото е под върховенството на Българската екзархия. По данни на секретаря на екзархията Димитър Мишев („La Macédoine et sa Population Chrétienne“) в 1905 година в Градец има 1120 българи екзархисти и в селото функционира българско училище. През 1906-1908 г. селото многократно е заплашвано и нападано от чети на сръбската пропаганда, но остава вярно на Екзархията.
При избухването на Балканската война в 1912 година петима души от Градец са доброволци в Македоно-одринското опълчение. След Междусъюзническата война в 1913 година селото остава в Сърбия.
По време на Първата световна война Градец е център на община в Кривопаланска околия и има 1130 жители.
Според преброяването от 2002 година селото има 318 жители, всички северномакедонци.

## Личности
Родени в Градец
- Станиш Иванов (1891 – ?), македоно-одрински опълченец, родом от Градец, жител на Дубница, 3 рота на Кюстендилската дружана, 2 рота на 7 кумановска дружина[6]
- Ангелъ Митов Георгиев, кметски наместник в периода на българското управление 1941-1944 година[7][8]